# Chamaerhodos grandiflora
Chamaerhodos grandiflora är en rosväxtart som först beskrevs av Pall. och Schult., och fick sitt nu gällande namn av Aleksandr Andrejevitj Bunge. Chamaerhodos grandiflora ingår i släktet Chamaerhodos och familjen rosväxter.

## Underarter
Arten delas in i följande underarter:
- C. g. nilssonii
- C. g. albiflora